# Elmar
Elmar ist ein männlicher Vorname.

## Herkunft und Bedeutung
Elmar ist eine Kurzform des altgermanischen Männernamens Eilmar oder Agilmar.

## Varianten
- Eilmar, Egilmar, Agilmar, Almar, Elimar, Elmo, Elko, Elmer

## Namenstag
- Elmar soll im 7./8. Jahrhundert als Bischof und Glaubensbote in der Gegend von Lüttich gewirkt haben. Die legendarische Überlieferung gibt keinen Aufschluss über seinen wirklichen Lebensweg. Seine Reliquien wurden in der Stiftskirche im französischen Molhain bei Vireux-Wallerand (heutiges Bistum Reims) verehrt. Während der Französischen Revolution wurde das Grab zerstört. Heute erinnern noch ein Altar und eine Darstellung im Gewölbe des Altarraums an den heiligen Elmar.
  - 28. August

- Elko (Elmar) von Lidlom war Abt im Prämonstratenserkloster Lidlom (Friesland) und wurde ob seiner Strenge von Chorherren seines Klosters 1332 erschlagen.
  - 22. März

## Namensträger

### Vorname
- Elmar Altvater (1938–2018), deutscher Politikwissenschaftler und Autor
- Elmar Bereuter (* 1948), österreichischer Schriftsteller
- Elmar Borrmann (* 1957), deutscher Fechter
- Elmar Brähler (* 1946), deutscher Professor für Medizinische Psychologie und Medizinische Soziologie
- Elmar Brandt (* 1971), deutscher Stimmenimitator
- Elmar Brok (* 1946), deutscher Politiker
- Elmar Dietz (1902–1996), deutscher Bildhauer
- Elmar Edel (1914–1997), deutscher Ägyptologe und Hetithologe
- Elmar Faber (1934–2017), deutscher Verleger
- Elmar Ferber (1944–2008), deutscher Filmemacher, Autor und Verleger
- Elmar Fischer (1936–2022), katholischer Bischof der Diözese Feldkirch
- Elmar Fischer (* 1968), deutscher Regisseur
- Elmar Frings (1939–2002), deutscher Moderner Fünfkämpfer
- Elmar Frink (* 1969), deutscher Cartoonist und Illustrator
- Elmar Gehlen (* 1943), deutscher Schauspieler und Regisseur
- Elmar Giemulla (* 1950), deutscher Jurist und Professor für Luftrecht
- Elmar Giglinger (* 1965), deutscher Journalist und Filmförderungs-Manager
- Elmar Goerden (* 1963), deutscher Intendant
- Elmar Gunsch (1931–2013), österreichischer Moderator
- Elmar Haardt (* 1974), deutscher Fotokünstler
- Elmar Hillebrand (1925–2016), deutscher Bildhauer
- Elmar Holenstein (* 1937), Schweizer Philosoph
- Elmar Hörig (* 1949), deutscher Moderator
- Elmar Jansen (1931–2017), deutscher Kunsthistoriker
- Elmar Kraushaar (* 1950), deutscher Journalist und Schriftsteller
- Elmar Krautkrämer (1927–2016), deutscher Historiker
- Elmar Maria Kredel (1922–2008), Erzbischof von Bamberg
- Elmar Kuhn (* 1944), deutscher Heimatforscher und Autor
- Elmar Ledergerber (* 1944), Schweizer Politiker, Stadtpräsident von Zürich (2002–2009)
- Elmar Lipping (1906–1994), estnischer Exilpolitiker
- Elmar Mäder (* 1963), ehemaliger Kommandant der Päpstlichen Schweizergarde
- Elmar Məhərrəmov (* 1958), aserbaidschanischer Schachspieler
- Elmar Mai (* 1948), deutscher Biologe, Autor und Wissenschaftsjournalist
- Elmar Mayer (1923–2019), deutscher Wirtschaftswissenschaftler
- Elmar Mayer (* 1953), österreichischer Politiker (SPÖ)
- Elmar Mayer-Baldasseroni (* 1977), österreichischer Schriftsteller, Maler und Mediziner
- Elmar Mittler (* 1940), deutscher Bibliothekar und Professor für Buch- und Bibliothekswissenschaften
- Elmar Oberhauser (* 1947), österreichischer Journalist (ORF)
- Elmar Ottenthal (* 1951), österreichischer Theaterregisseur und Theaterintendant
- Elmar Pichler Rolle (* 1960), italienischer Journalist und Politiker aus Südtirol
- Elmar Pieroth (1934–2018), deutscher Unternehmer und Politiker (CDU)
- Elmar Salmann (* 1948), deutscher Benediktiner, Theologe und Hochschullehrer
- Elmar Schenkel (* 1953), deutscher Anglist, Schriftsteller und Übersetzer
- Elmar Schloter (1936–2011), deutscher Organist und Dirigent
- Elmar Schmähling (1937–2021), deutscher Flottillenadmiral, Amtschef des Militärischen Abschirmdienstes (MAD) und Autor
- Elmar Schneider (1945–2003), deutscher Politiker
- Elmar Seebold (* 1934), deutscher Germanist und Linguist, Lexikologe und Runologe
- Elmar Steinbacher (* 1966), deutscher Jurist, politischer Beamter
- Elmar Theveßen (* 1967), deutscher Fernseh-Journalist und Autor
- Elmar Tophoven (1923–1989), deutscher literarischer Übersetzer
- Elmar Weiler (* 1949), Professor für Pflanzenphysiologie
- Elmar Wepper (1944–2023), deutscher Schauspieler
- Elmar Worgull (* 1949), deutscher Bildender Künstler, Kunsthistoriker und Kunsterzieher
- Elmar Zeitler (1927–2020), deutscher Physiker
- Elmar Zimmermann (1930–1998), deutscher Lehrer, Heimatforscher, Autor und Künstler

### Familienname
- Carl Elmar oder Karl Elmar (1815–1888), Pseudonyme des österreichischen Dramatikers Karl Swiedack

### Kunstfiguren
- Elmar der Elefant, Name einer Kinderbuchfigur von David McKee. Im Original 'Elmer'.
- Elmar Elephant (auch Elmar Elefant), ein Walt-Disney-Kurzfilm aus dem Jahre 1936
- Elmar, Held eines Epos von Friedrich Wilhelm Weber
  - Nach dem Versepos Dreizehnlinden von Friedrich Wilhelm Weber verfassten die Dramatiker Otto Thissen (1894), Josef Faust und Franz Hillmann die Schauspiele Elmar in jeweils fünf Aufzügen. Uraufgeführt wurde die von Otto Thissen für Freilichtbühnen überarbeitete Form des Elmar 1911 in Oetigheim.

## Trivia
Elmar hieß ein Elch, der im Mai 2000 von einem Schnellzug überfahren wurde. Er war von Schweden nach Dänemark geschwommen und hatte für große Elch-Begeisterung in Dänemark gesorgt.